# Saint-Mandé-sur-Brédoire
 Saint-Mandé-sur-Brédoire  es una población y comuna francesa, situada en la región de Poitou-Charentes, departamento de Charente Marítimo, en el distrito de Saint-Jean-d'Angély y cantón de Aulnay.

## Demografía
| 464 | 430 | 403 | 354 | 318 | 340 |
| Para los censos de 1962 a 1999 la población legal corresponde a la población sin duplicidades (Fuente: INSEE [Consultar]) |     |     |     |     |     |